# Playhouse Disney Channel (Latinoamérica)
Playhouse Disney fue un canal de televisión por suscripción latinoamericano de origen estadounidense dedicado al público preescolar. Se lanzó al aire en abril de 2002 como un bloque de programación matutino de Disney Channel y el 1 de junio de 2008 como canal independiente.
El canal transmitió series originales como  Manny a la obra, Los imaginadores, La casa de Mickey Mouse y Mis amigos Tigger y Pooh, así como también no originales como Yo Gabba Gabba! y Rosita Fresita: Aventuras en Tutti Frutti.
El 1 de abril del 2011, el canal cierra sus transmisiones y es reemplazado como Disney Junior.

## Historia

### Bloque de programación
El canal empezó como un bloque que se emitía por las mañanas en Disney Channel en abril de 2002 con la conducción de los actores Omar Calicchio y Romina Yan. Transmitía series originales como El libro de Pooh, Stanley, Rolie Polie Olie, PB&J Otter, Bear en la gran casa azul, Madeline, Oswald, entre otras.
Más tarde, el 11 de octubre de 2004, cuando Disney Channel ya había pasado de ser un canal prémium a uno básico, fueron reemplazados Omar y Romina por Diego Topa y María Eugenia Molinari. Se incorporaron nuevas series, como El circo de JoJo, y un corto programa titulado Vamos Bebé, también presente en el bloque Playhouse Disney estadounidense. 
El 7 de marzo de 2005 se estrenó la serie Los héroes de la ciudad.
El 6 de enero del 2006 se estrenó la serie Mini Einsteins
El 17 de julio de 2006, María Eugenia Molinari fue reemplazada por la actriz Romina Yan, quien incursionaría en el bloque por segunda vez. 
En octubre de 2006 se estrenaron series exitosas como La casa de Mickey Mouse. Esta última duraría 10 años en emisión, siendo la serie más longeva tanto de Playhouse Disney como de su sucesor Disney Junior.
En enero de 2007 se incorporó una nueva serie titulada Manny a la obra.
Y el 23 de julio de 2007 se incorporó la nueva serie Mis amigos Tigger y Pooh.

### Como canal
El 7 de abril del 2008, Romina Yan fue reemplazada por Sofía Reca y se incorporaron dos presentadores en el bloque: los monos títeres Ooh y Aah, quienes ya existían en el Playhouse Disney estadounidense. El lanzamiento del canal independiente ocurrió el 1 de junio del mismo año, manteniendo a su vez el bloque de programación en Disney Channel. El 24 de noviembre se estrenó Los imaginadores. Más tarde, en la Nochebuena de 2008 se preestrenó Yo Gabba Gabba!.
El 15 de junio de 2009 se estrenó Oso agente especial. El 21 de septiembre del mismo año ingresó Mariana «Muni» Seligmann como nueva presentadora en reemplazo de Sofía Reca, quien en ese mismo año empezó a grabar la serie Jake & Blake con el personaje de Luz, por lo que tuvo que abandonar el programa. Muni, además, enseñaba a los niños a aprender a hablar inglés.
El 4 de enero de 2010 se estrenó la serie Wiggle y aprende de la banda infantil australiana The Wiggles. El 15 de marzo del mismo año se estrenó la serie Jungla sobre ruedas. El 20 de septiembre se estrena la serie Rosita Fresita: Aventuras en Tutti Frutti.  
Desde enero del 2011, se empiezan a transmitir en el canal cápsulas promocionales anunciando la llegada de Disney Junior. Más adelante, se empiezan a emitir promocionales y canciones de la nueva serie El jardín de Clarilú, producción original latinoamericana que se estrenaría en Disney Junior.  Finalmente, el 1 de abril del mismo año, el canal es relanzado como Disney Junior.

## Programación especial

### Mini Cine
En el año, sábados y domingos a las 12:00 p. m. y 5:00 p. m. y lunes a viernes a las 4:00 p. m. y en vacaciones el mismo horario sábados y domingos, Playhouse Disney Channel transmite las mejores películas en un segmento llamado Mini Cine. Entre las películas destacables se encuentran El zorro y el sabueso, El zorro y el sabueso 2, Alicia en el país de las maravillas, Los tres mosqueteros: Mickey, Donald y Goofy, Los aristogatos, Dumbo y Cenicienta III: Un giro en el tiempo.
Tardes de película es exactamente el mismo segmento que Mini Cine, pero se transmite de lunes a viernes a las 4:00 p. m. aunque luego esta denominación se eliminó y todo pasó a ser Mini Cine.

### Carrusel Playhouse Disney
Todos los viernes de 1:00 p. m. a 3:00 p. m. se transmitían 4 episodios seguidos de alguna de las series de Playhouse Disney.
Como dato curioso, en uno de los primeros carruseles, también se mostraron unos episodios de la serie La sirenita, que estuvo en el Disney Channel Estados Unidos en sus comienzos. En los últimos 3 meses del canal estuvo dentro de la programación habitual.
A partir del 17 de julio de 2009, y durante las dos semanas siguientes, los carruseles no se transmitieron solo los viernes de 1:00 p. m. a 3:00 p. m., sino también de lunes a viernes de 7:30 p. m. a 9:30 p. m.

## Sitio web
El sitio web del canal estuvo disponible unos días antes del lanzamiento de este. Hasta ese momento seguía el sitio que lo tomaba como un segmento de programación.
El sitio web de Playhouse Disney Channel que duró hasta el fin de transmisiones fue en su estética idéntico al de Estados Unidos, con mínimas diferencias. Allí los niños podían disfrutar de juegos, historias, música y actividades (imprimibles) de los personajes del canal.

### Playhouse Disney Video Player
Fue un segmento de la página web. En él se podían ver los videos de las series del canal, cosa que también se puede hacer en Disney Channel Play, su par en la web de Disney Channel.